# رالف س. غوزمان
رالف س. غوزمان (بالإنجليزية: Ralph C. Guzmán)‏ هو أكاديمي أمريكي، ولد في 1924 في موروليون ‏ في المكسيك، وتوفي في 10 أكتوبر 1985.